# Georgi Nikolov
Georgi Dimitrov Nikolov (11 de maio de 1931—16 de março de 1978) é um ex-futebolista profissional búlgaro, que atuava como atacante.

## Carreira
Georgi Nikolov fez parte do elenco da Seleção Búlgara de Futebol da Copa do Mundo de 1962. 